# Rathaus Altdorf (Pfalz)

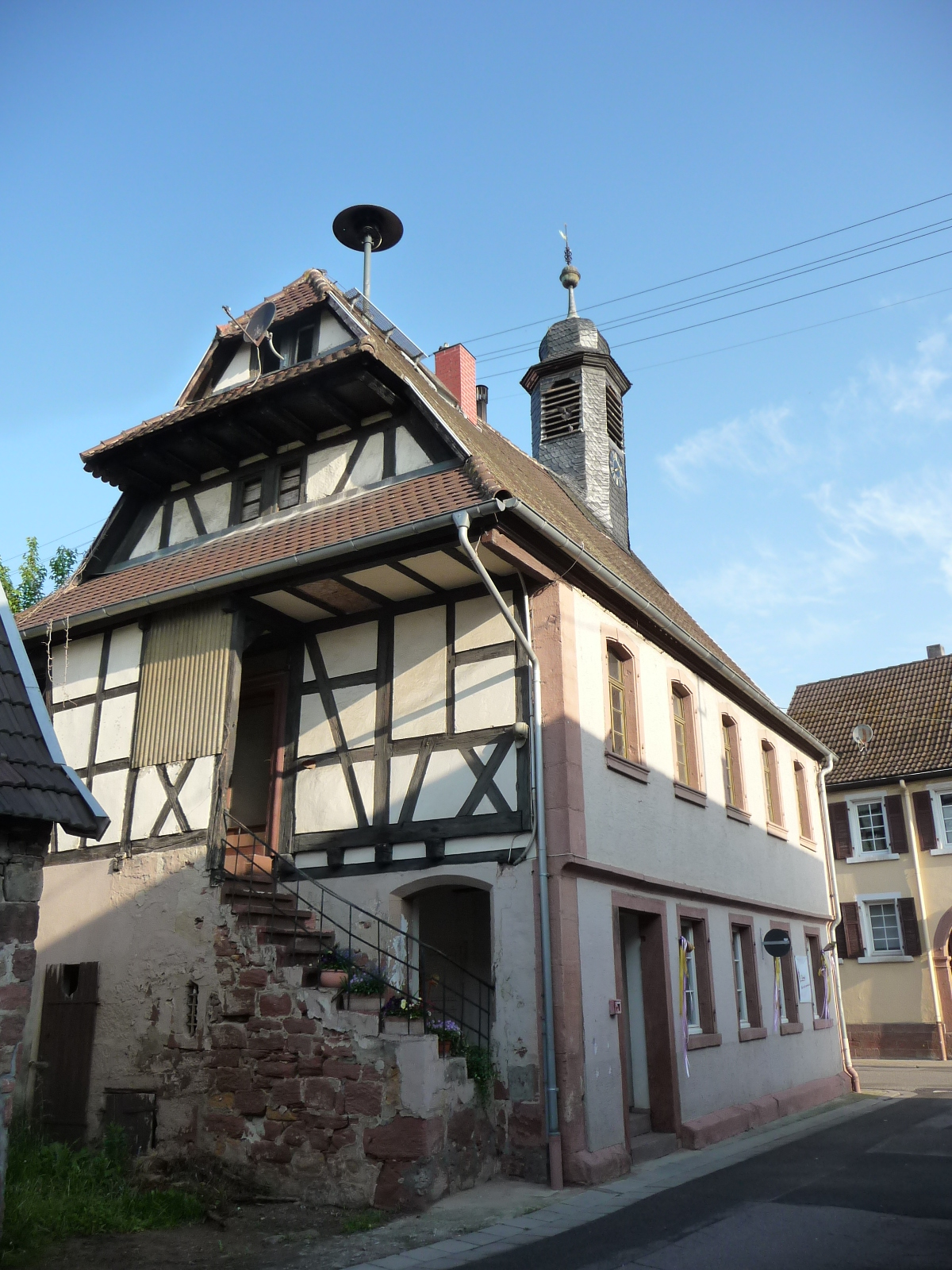
Ehemaliges Rathaus in Altdorf

Das Rathaus in Altdorf, einer Ortsgemeinde im Landkreis Südliche Weinstraße in Rheinland-Pfalz, wurde 1583 errichtet. Das ehemalige Rathaus an der Hauptstraße 58 ist ein geschütztes Kulturdenkmal.

## Baugeschichte
Der teilweise verputzte Fachwerkbau im Stil der Renaissance ist mit der Jahreszahl 1583 bezeichnet. In der zweiten Hälfte des 18. und in der ersten Hälfte des 19. Jahrhunderts erfolgte eine Überformung, das heißt, die ursprüngliche Gestaltung wurde verändert.
Auf dem zweigeschossigen Bau mit Satteldach sitzt ein achteckiger verschieferter Dachreiter, den eine Haube mit Dachknauf abschließt.